# Macis

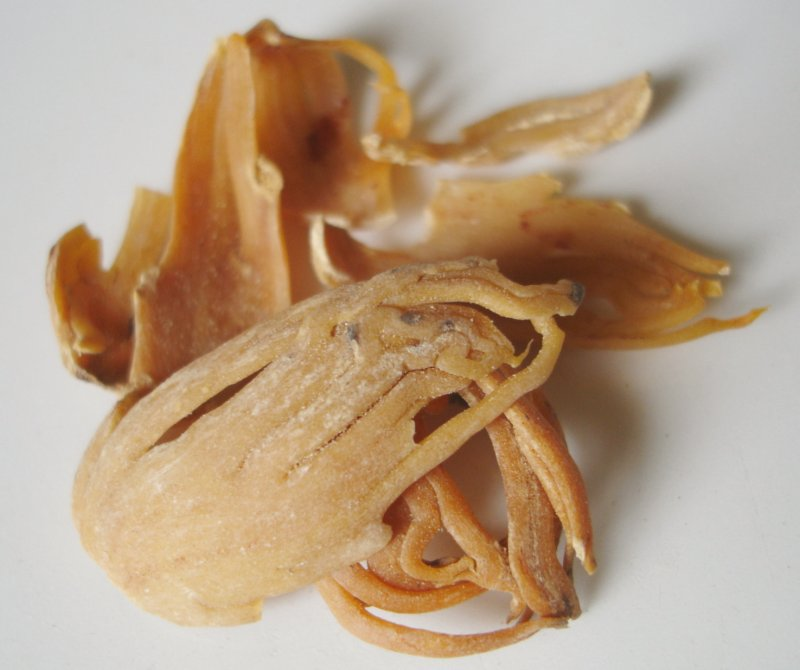
Macis.

Macis ou mácide (forma preferível) é uma especiaria obtida do arilo, membrana que reveste a semente, seco da noz-moscada (Myristica fragrans).
Para extrair o macis, é necessário deixar secar o fruto da moscadeira, a noz-moscada, durante alguns meses. Após esse período, a casca separa-se do fruto, sendo possível extrair o macis, que em seguida também é deixado a secar. O produto final obtido possui uma cor avermelhada. Aberto o fruto, o macis é visto como uma rede membranosa vermelho-viva envolvendo a semente da noz. É quando, também, pode ser retirado, prensado e colocado para secar, resultando em fatias ou lascas de cor castanho-amarelada.

## Uso culinário
As culinárias da Índia e da China são as que mais utilizam o macis, tanto em pratos doces como em pratos salgados. Na Europa, é frequente ver o macis no puré de batata; na culinária da Itália é comum o uso de macis em massas e carnes. Alguns tipos de macis, existentes no mercado europeu e americano, se originam de outras espécies de noz-moscada, são denominados de macis selvagem, macis de Bombaim e macis de Papua, e de qualidade inferior para a culinária. 
É comumente usado para condimentar bolos; sopas, cozidos, molhos e gelatinas. Era usado na cozinha medieval, em conjunto com açúcar ou mel.